# Disciphania convolvulacea
Disciphania convolvulacea là một loài thực vật có hoa trong họ Biển bức cát. Loài này được (Poepp.) Diels mô tả khoa học đầu tiên năm 1910.